# Heinkel He 170
L'Heinkel He 170 era un aereo da ricognizione monomotore, triposto e monoplano ad ala di gabbiano rovesciata montata bassa prodotto dall'azienda tedesca Ernst Heinkel Flugzeugwerke AG negli anni quaranta e impiegato dalla Magyar Királyi Honvéd Légierő, l'aeronautica militare del Regno d'Ungheria, durante la seconda guerra mondiale.
Derivato direttamente dalla versione F ad uso militare del precedente He 70 Blitz, se ne differenziava essenzialmente per l'adozione di un motore radiale in sostituzione dell'originale BMW VI 12 cilindri a V.

## Utilizzatori
Ungheria
- Magyar Királyi Honvéd Légierő